# Campeonato Europeo de Patinaje Artístico sobre Hielo de 1987
El LXXVIII Campeonato Europeo de Patinaje Artístico sobre Hielo se realizó en Sarajevo (Yugoslavia) del 3 al 8 de febrero de 1987. Fue organizado por la Unión Internacional de Patinaje sobre Hielo (ISU) y la Federación Yugoslava de Patinaje sobre Hielo.

## Resultados

### Masculino
| Puesto | Nombre            | País            | Puntos |
| ------ | ----------------- | --------------- | ------ |
| Oro    | Aleksandr Fadéyev | Unión Soviética |        |
| Plata  | Vladimir Kotin    | Unión Soviética |        |
| Bronce | Víktor Petrenko   | Unión Soviética |        |

### Femenino
| Puesto | Nombre           | País                          | Puntos |
| ------ | ---------------- | ----------------------------- | ------ |
| Oro    | Katarina Witt    | República Democrática Alemana |        |
| Plata  | Kira Ivanova     | Unión Soviética               |        |
| Bronce | Anna Kondrashova | Unión Soviética               |        |

### Parejas
| Puesto | Nombre                           | País                          | Puntos |
| ------ | -------------------------------- | ----------------------------- | ------ |
| Oro    | Larisa Selezniova / Oleg Makarov | Unión Soviética               |        |
| Plata  | Yelena Válova / Oleg Vasiliyev   | Unión Soviética               |        |
| Bronce | Katrin Kanitz / Tobias Schröter  | República Democrática Alemana |        |

### Danza en hielo
| Puesto | Nombre                               | País            | Puntos |
| ------ | ------------------------------------ | --------------- | ------ |
| Oro    | Natalia Bestemianova / Andréi Bukin  | Unión Soviética |        |
| Plata  | Marina Klímova / Serguéi Ponomarenko | Unión Soviética |        |
| Bronce | Natalia Annenko / Genrikh Sretenski  | Unión Soviética |        |

## Medallero
| Núm. | País                          | Oro | Plata | Bronce | Total |
| ---- | ----------------------------- | --- | ----- | ------ | ----- |
| 1    | Unión Soviética               | 3   | 4     | 3      | 10    |
| 2    | República Democrática Alemana | 1   | 0     | 1      | 2     |
|      | TOTAL                         | 4   | 4     | 4      | 12    |